# Airbus Helicopters H175
El Airbus Helicopters H175 (anteriormente Eurocopter EC175) también conocido como Avicopter Z-15 es un helicóptero civil utilitario de tamaño medio desarrollado por Airbus Helicopters y la china AVIC. Este modelo se presentó al público en la Heli-Expo de Houston, Estados Unidos, el 24 de febrero de 2008, realizando su primer vuelo el 4 de diciembre de 2009.
Está previsto que el H175 reciba su certificación de vuelo en 2011, empezando las entregas a partir de 2012. Airbus Helicopters ha previsto un mercado de entre 800 y 1000 helicópteros H175 durante los próximos 20 años.
Está previsto que el H175 se fabrique en la línea de montaje de la planta de Airbus Helicopters en Marignane, Francia.

## Componentes

### Electrónica
| Sistema      | País | Fabricante | Notas     |
| ------------ | ---- | ---------- | --------- |
| Red de datos |      |            | ARINC 429 |

### Propulsión
| Sistema | País   | Fabricante             | Notas        |
| ------- | ------ | ---------------------- | ------------ |
| Motor   | Canadá | Pratt & Whitney Canada | 2 × PT6C-67E |

## Variantes

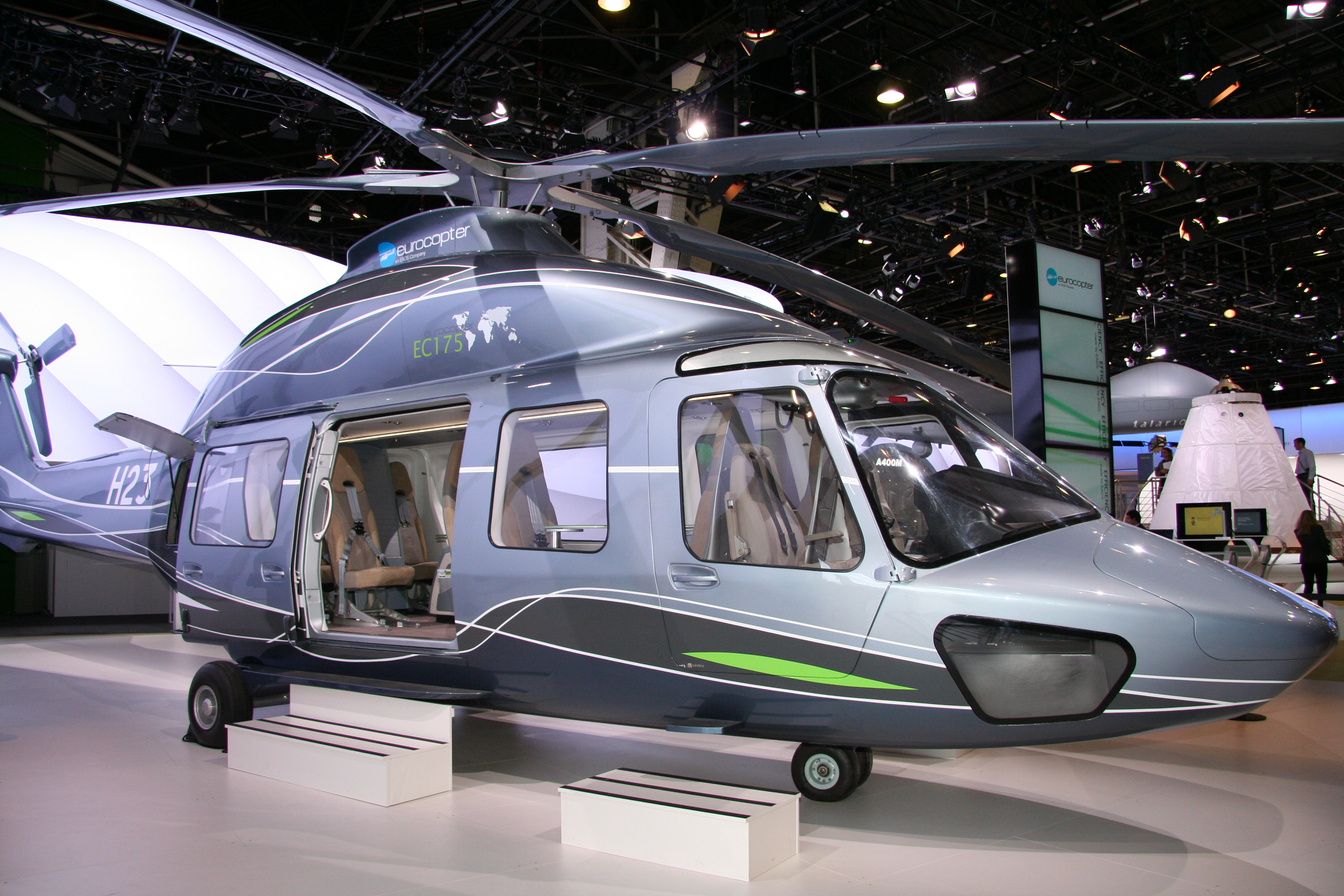
Airbus Helicopters H175 en el Salón Aeronáutico de París de 2009.

H175
Aeronaves producidas por Airbus Helicopters para el mercado internacional.
Z-15
Aeronaves producidas por HAIB para el mercado Chino. El Ejército Popular de Liberación de China tiene previsto adquirir el Z-15 en la próxima década para reemplazar a sus aparatos más vetustos (antiguos Mil Mi-8, Harbin Z-8 y Harbin Z-9).

## Especificaciones

### Características generales
- Tripulación: 2
- Capacidad: 16-18 pasajeros
- Longitud: 15.68 m
- Diámetro rotor principal: 14.80 m
- Altura: 3.47 m
- Área circular: 172 m²
- Peso vacío: 4.603 kg
- Peso máximo al despegue: 7.500 kg (a ser incrementado a 7.800 kg en certificación adicional en el 2016)
- Planta motriz: 2× turboshaft Pratt & Whitney Canada PT6C-67E.
  - Potencia: 1.324 kW, 1.176 shp cada uno.

### Rendimiento
- Velocidad máxima operativa (Vno): 315 km/h
- Velocidad crucero (Vc): 285 km/h
- Alcance: 1.259,36 km, (680 nmi, 782.53 mi)
- Techo de vuelo: 6.000 m

### Aeronaves similares
- AgustaWestland AW139
- AgustaWestland AW189
- Bell 525

### Secuencias de designación
- Helicópteros civiles del Grupo Eurocopter: EC120 · EC130 · EC135 · EC145 · EC155 · EC175 · EC225 · AS332 · AS350 · AS355 · AS365